# Rent mel
Rent mel (oprindeligt Rent mel i posen) er en dansk rapgruppe fra Roskilde. Lokalpatriotismen var meget fremtrædende på deres debutalbum, hvor det fremhævedes at de, som en del af Midtsjællandspatruljen (MSP), repræsenterede Roskilde og Lejre. Dette kunne også høres ved DM i Dansk Rap '97, hvor rapperen Tegnedrengen netop nævner disse to byer. Ordret citeret siger Tegnedrengen lige inden ekstranummeret følgende: "Jeg vil godt lige have lov at pointere noget, før vi begynder. Vi, vi kommer fra noget der hedder Midtsjælland. [...] Roskilde og Lejre."
Den oprindelige opstilling, dvs. Rent mel i muleposen, bestod af triumviratet Tegnedrengen, MC Jo (senere Jooks aka Dr. Jooks MacFive) og JernHenrik (senere Hennesey).
Gruppen Rent mel består af Atilla, Mikkel Mund, Tegnedrengen, Hennesey og Jooks. Gruppen vandt i 1997 DM i Rap, med rapnummeret Hvem er vi.
Debutalbummet fra 1999 hed Langt om længe. Rent mel har i 2004 udgivet albummet Ingen Stress, bl.a. med gæsteoptræden af Jokeren på nummeret Fuck dig.